# Justus von Tiberias
Justus von Tiberias war ein antiker jüdischer Geschichtsschreiber.
Justus lebte in der zweiten Hälfte des 1. Jahrhunderts und stammte aus Tiberias bei Kafarnaum, einem im Jahre 20 gegründeten und nach Kaiser Tiberius benannten Ort in Galiläa. Sein Vater hieß Pistos und stammte aus einer angesehenen Familie. Ansonsten sind nur wenige Fakten überliefert; sie entstammen den teilweise sehr polemischen Angaben aus der Autobiographie des Flavius Josephus und sind bisweilen recht widersprüchlich. Sicher ist, dass Justus hellenistisch gebildet war und später König Herodes Agrippa II. recht nahestand.
Politisch geriet Justus in Gegnerschaft zu Josephus, als dieser zu Beginn des Jüdischen Aufstands in Galiläa erschien und dort die Kontrolle der Aufständischen erweitern wollte. Ob Justus römerfeindlich gesinnt war, ist aber zumindest zweifelhaft. Denn die Angaben in der Vita des Josephus, denen zufolge Justus ein Anhänger des Aufstands war, sind nicht unbedingt vertrauenswürdig. Josephus nahm seinen eigenen Angaben zufolge in Tiberias Verhaftungen vor, Justus kam jedoch schließlich frei. Er floh aus Galiläa, so dass er die dortigen Kampfhandlungen nicht selbst erlebte, und wurde Privatsekretär König Agrippas.
Justus war auch literarisch tätig. Von seinen Werken ist nichts erhalten, sie werden nur von Josephus und späteren Autoren erwähnt, so dass kaum Details bekannt sind. Er schrieb demnach eine Geschichte des Jüdischen Krieges, womit er in Konkurrenz zu Josephus’ gleichnamigem Werk trat. Justus veröffentlichte sein Geschichtswerk offenbar erst einige Zeit nach Josephus. Die durchaus voreingenommenen Aussagen des Josephus zu Justus’ Werk wurden wohl von späteren Autoren herangezogen, denen nicht das Original des Justus vorlag, das wohl durch Josephus’ Darstellung verdrängt wurde. Der Aussage des byzantinischen Gelehrten Photios zufolge hat Justus außerdem eine Chronik über die jüdischen Könige von Moses bis Agrippa II. verfasst. Es wurde erwogen, dass die Chronik das eigentliche Geschichtswerk des Justus war, in dem der Jüdische Krieg behandelt worden ist, so dass Justus nur ein Werk verfasst hätte. In der Forschung wird heute aber in der Regel angenommen, dass es sich um ein separates Werk gehandelt hat.
Siehe dazu auch Nr. 734 in Die Fragmente der griechischen Historiker (bearbeitet von Felix Jacoby) bzw. Brill’s New Jacoby (Texte, englische Übersetzung, Kommentar und biographische Skizze von René Bloch).